# Département de Primero de Mayo
Le département de Primero de Mayo est une des 25 subdivisions de la province du Chaco, en Argentine. Son chef-lieu est la ville de Margarita Belén.
Le département a une superficie de 1 864 km2. Sa population s'élevait à 9 131 habitants au recensement de 2001.

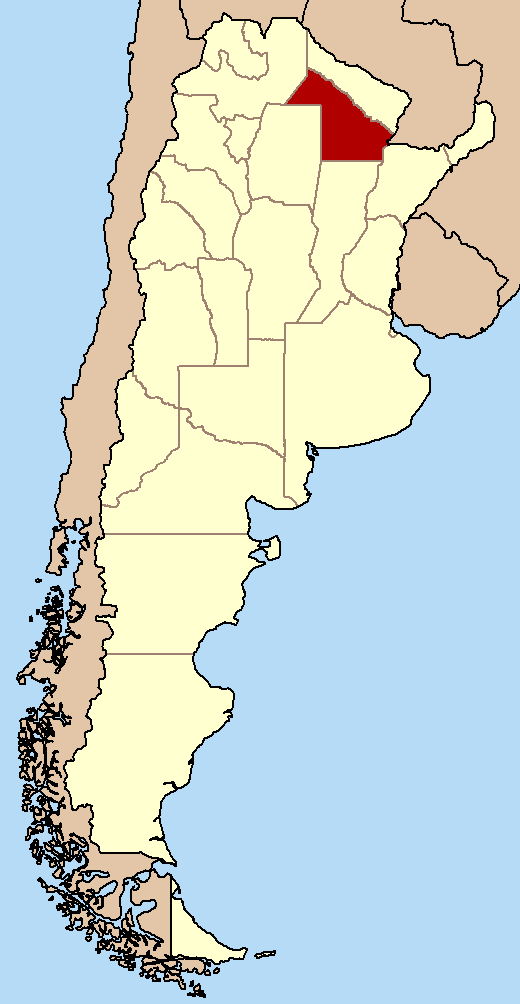
Localisation de la province du Chaco en Argentine.